# Tak czy nie? (album)
Tak czy nie? – trzynasty album zespołu Boys, który ukazał się 3 listopada 1998 roku nakładem firmy fonograficznej Green Star. Do tytułowej piosenki nagrano teledysk, który był najdroższym klipem w historii zespołu. Z tej płyty nagrano jeszcze jeden klip "Mama", w której tytułową rolę grała ciocia Marcina Millera.

## Lista utworów

### Wersja CD
1. "Intro"
2. "Czy nie" (muz. i sł. M.Miller)
3. "Jedynie ty" (muz. i sł. M.Miller)
4. "Posłuchaj mnie" (muz. i sł. M.Miller)
5. "Czy to źle" (muz. M.Miller, sł. J.Bronakowski, M.Miller)
6. "Chwile dwie" (muz. M.Łapiński, sł. M.Miller, M.Łapiński)
7. "List" (muz. i sł. Darek Trzewik)
8. "Sen" (muz. i sł. M.Miller)
9. "Mama" (muz. M.Miller, sł. J.Bronakowski, M.Miller)
10. "Nie odchodź proszę" (muz. i sł. M.Miller)
11. "Ty i ja" (muz. i sł. M.Miller)
12. "Spełnienie snów" (muz. i sł. M.Miller)
13. "Czy nie" (Hip-Hop Mix) (muz. i sł. M.Miller)
14. "Boys Mix OK Part 1"
15. "Boys Mix OK Part 2"
16. "Życie na głowie"

### Wersja kasetowa

#### Strona A
1. "Czy nie"
2. "Jedynie ty"
3. "Posłuchaj mnie"
4. "Czy to źle"
5. "Chwile dwie"
6. "List"

#### Strona B
1. "Sen"
2. "Mama"
3. "Nie odchodź proszę"
4. "Ty i ja"
5. "Spełnienie snów"
6. "Czy nie" (Hip-Hop Mix)

## Dodatkowe informacje
- Nagrań dokonano w studio Provoice w Białymstoku
- Aranżacje utworów: Marek Zrajkowski, Ernest Sienkiewicz
- Gitara akustyczna: Wojciech Cis

-   Dodatkowo ukazała się również nakładem firmy Green Star Music kaseta VHS z teledyskami zespołu BOYS pod tym samym tytułem. Na tym wydawnictwie znajduje się 12 teledysków (10 teledysków BOYS oraz 2    teledyski (BOYS & Classic)